# Bernard Matthew Kelly
Bernard Matthew Kelly (* 7. Mai 1918 in Providence; † 5. Dezember 2006) war US-amerikanischer römisch-katholischer Weihbischof in Providence.

## Leben
Er wurde an der katholischen Grund- und Mittelschule in Providence, am Providence College, am Päpstlichen Römischen Seminar in Rom und am Theologischen College der Catholic University of America ausgebildet. Er empfing am 3. Juni 1944 die Priesterweihe. Nach der Ordination wurde er an der Katholischen Universität in Kanonischem Recht promoviert.
Er war Assistenzpastor, Lehrer an der La Salle Academy in Providence, Kaplan des Mother of Hope Noviziats in Warwick und als spiritueller Leiter des Our Lady of Providence Seminary in Warwick Neck. Er war auch seit 1947 Ehebandverteidiger am Diözesangericht. Papst Paul VI. ernannte ihn am 25. November 1963 zum Weihbischof in Providence und Titularbischof von Tegea. Der Bischof von Providence, Russell Joseph McVinney, weihte ihn am 30. Januar des nächsten Jahres zum Bischof; Mitkonsekratoren waren Joseph Mark McShea, Bischof von Allentown, und Gerald Vincent McDevitt, Weihbischof in Philadelphia.
Er nahm an der dritten und vierten Sitzungsperiode des Zweiten Vatikanischen Konzils teil. Eine Kontroverse verursachte er 1971, als er in einer Predigt es skandalös nannte, dass Kirchenmänner sich so sehr um Abtreibung sorgen und dennoch nichts über die Zerstörung menschlichen Lebens in Laos zu sagen haben. Enttäuscht von der Position der Kirche zum Vietnamkrieg, er trat von seinem Amt als Weihbischof trat er am 14. Juni 1971 zurück und verzichtete auf das Priestertum. Danach diente er als Direktor der Krankenhausverwaltung in Florida und eröffnete dann seine eigene Anwaltskanzlei in Rhode Island. In den frühen 1990er Jahren zog er sich zurück und zog nach West Virginia, wo er bis zu seinem Tod lebte.

## Schriften (Auswahl)
- The functions reserved to pastors. A historical synopsis and a commentary. (= Canon law studies). Catholic University of America Press, Washington 1947, OCLC 978273138 (zugleich Dissertation, Catholic University of America 44).